# Locomotiva FS E.333
Le locomotive E.333 sono state un gruppo di locomotive elettriche delle Ferrovie dello Stato (FS), alimentate a corrente alternata trifase a frequenza ferroviaria, hanno prestato servizio dal 1923 al 1968.
Furono progettate dall'ingegner Kálmán Kandó per il traino dei treni viaggiatori veloci. Avendo la stessa parte elettrica delle locomotive FS E.552, non ancora entrate in servizio quando le FS le ordinarono, presentarono gli stessi difetti e dovettero essere sottoposte a importanti modifiche, grazie alle quali riuscirono a espletare i servizi per cui erano state ideate.

## Premesse
Per il servizio sulle linee elettrificate col sistema a corrente alternata trifase nel 1920 le FS disponevano delle locomotive dei gruppi E.550, E.330, E.331 ed E.332. Tutti erano basati su schemi elettrici progettati e brevettati da industrie elettrotecniche straniere. Il Servizio Materiale e Trazione delle FS, volendo affrancarsi da tale onere, progettò autonomamente i gruppi E.551 ed E.431, che riprendevano gli schemi dei gruppi E.550 ed E.330.
Contemporaneamente la Ganz, nella persona dell'ingegner Kálmán Kandó che era stato il progettista delle E.550 e delle E.330 e che durante la prima Guerra mondiale aveva dovuto lasciare l'Italia, stava cercando di riconquistare le posizioni perdute tramite la società Ing. Nicola Romeo di Saronno, che fino ad allora aveva costruito soltanto locomotive a vapore
. Primo risultato di detta collaborazione fu il nuovo gruppo E.552, commissionato dalle FS il 17 gennaio 1920, che nelle intenzioni avrebbe dovuto costituire un'alternativa ad altre commesse di E.550.
Mentre le E.552 erano in costruzione la società Romeo riuscì a ottenere una commessa di 18 locomotive per la trazione di treni viaggiatori su linee di pianura o moderatamente acclivi, che fu decretata il 17 gennaio 1922 con consegne previste entro il maggio 1924: le E.333.001-018. Il 4 ottobre 1922 seguì l'ordinazione di altre 22 unità: le E.333.019-028 e 029-040. La società Romeo, che era legata finanziariamente alle Officine Meccaniche e Navali di Napoli tramite il Credito Italiano, subappaltò a esse la costruzione della parte meccanica e la responsabilità di tutta la fornitura delle E.333.029-040. Trattandosi di una ripartizione prevalentemente formale la storiografia divide il gruppo E.333 in un primo sottogruppo comprendente le 001-014 e le 029-034 e in un secondo sottogruppo comprendente le 015-028 e le 035-040: queste ultime si distinguevano esteriormente per la cabina di manovra più alta e per altri particolari
.

## Progetto

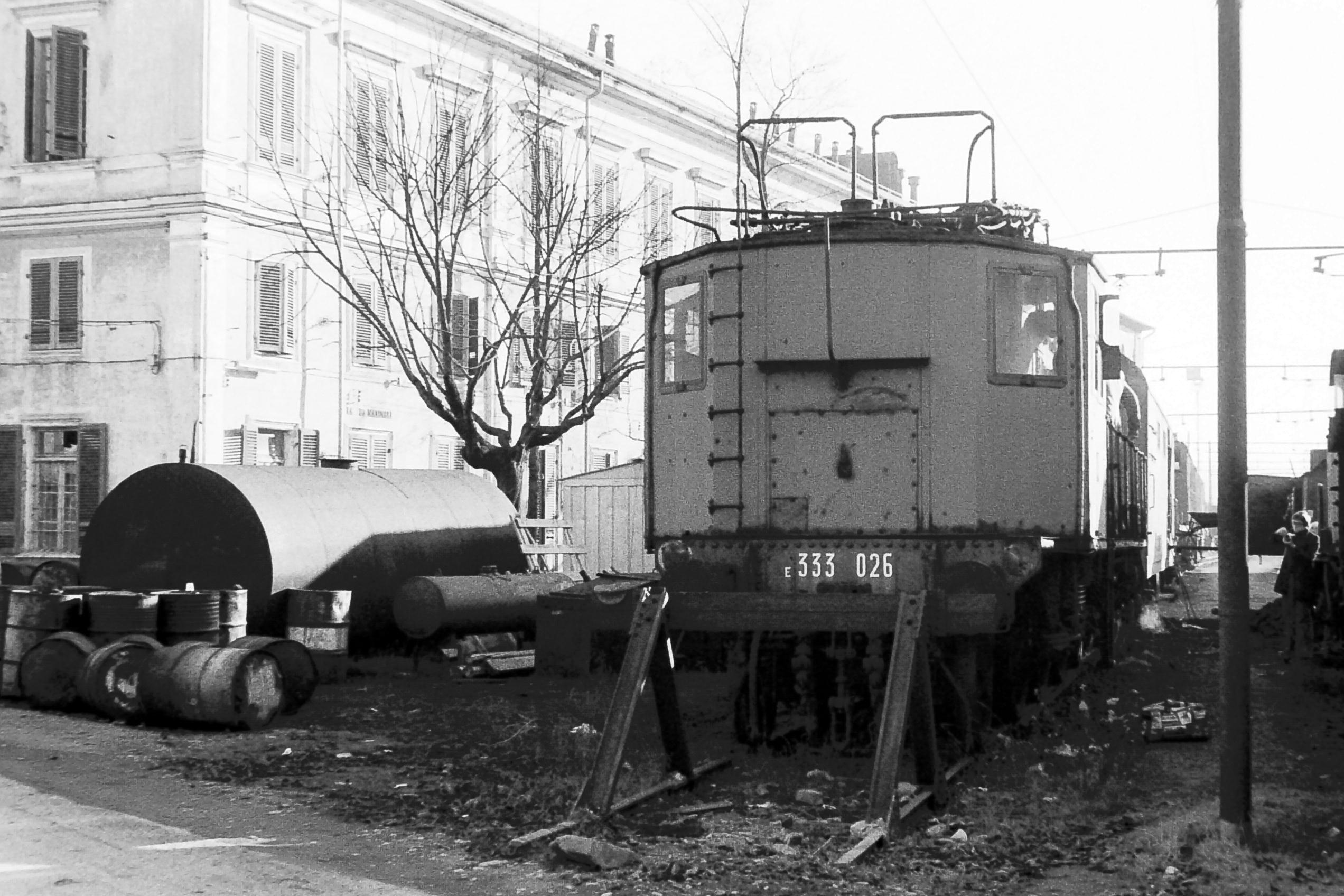
Vista posteriore della locomotiva E.333.026, accantonata nel deposito locomotive di Novi San Bovo (14 dicembre 1974).

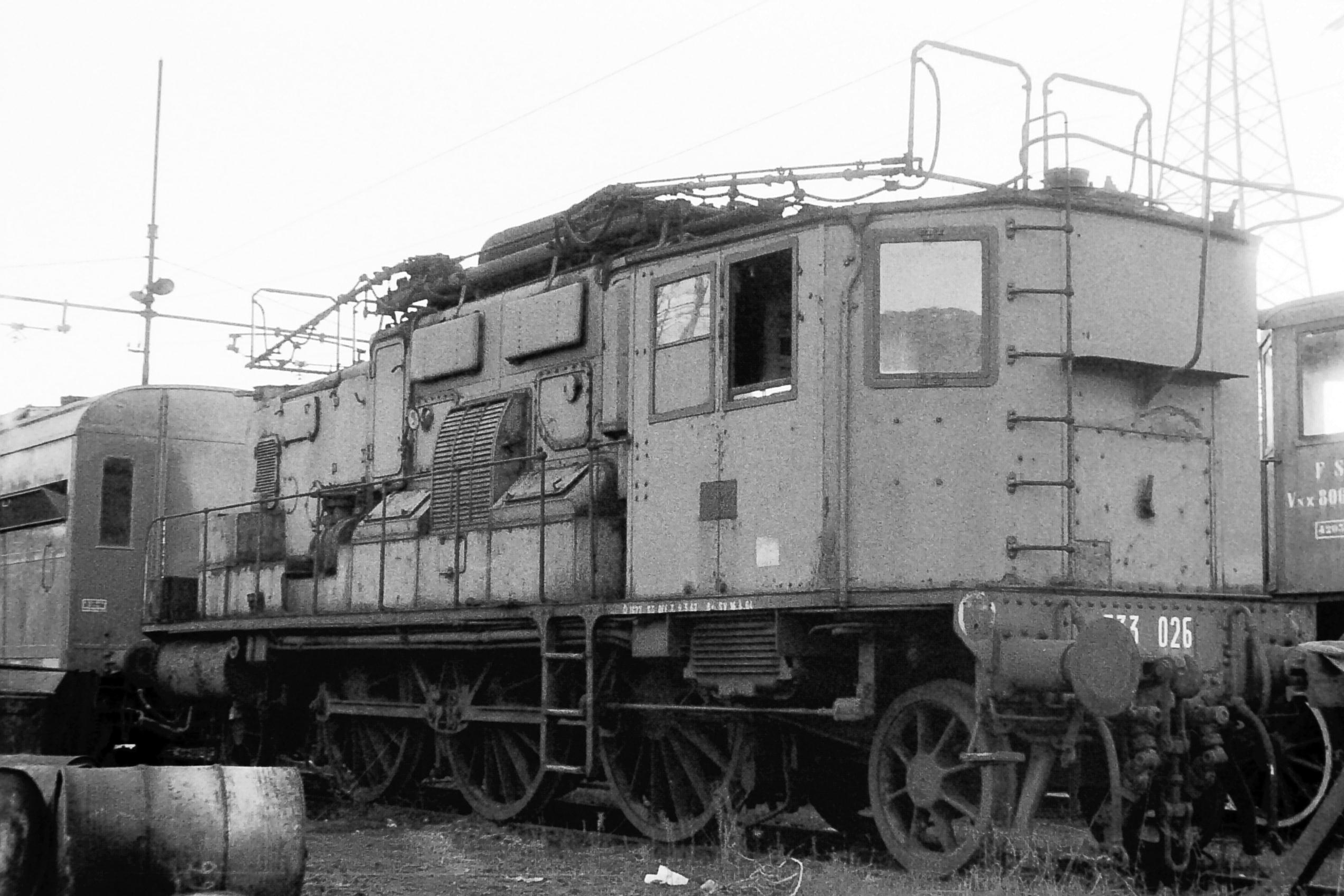
Vista della fiancata sinistra della locomotiva E.333.026, accantonata nel deposito locomotive di Novi San Bovo (14 dicembre 1974).

Secondo il progetto le E.333 avrebbero dovuto avere un modesto carico per sala e la possibilità di trainare treni viaggiatori locali e diretti di media composizione su linee moderatamente acclivi con velocità massima di 75 km/h in entrambi i sensi di marcia.
Ciò implicò un rodiggio analogo a quello delle E.330, con ruote motrici e portanti degli stessi diametri, e uno schema di trazione che sviluppasse le maggiori forze di trazione alle due velocità più alte. Erano previste quattro velocità di regime (con una frequenza di alimentazione di 16,7 Hz): 25, 37,5, 50 e 75 km/h.

## Costruzione

### Parte meccanica
La parte meccanica delle E.333 riprendeva quella delle E.330, con un rodiggio (UIC) 1'C1' a “ruote alte”, con le sale motrici e portanti delle estremità formanti due carrelli Zara e senza passo rigido. Un dispositivo permetteva di ridurre la massa aderente da 51 t a 45 t per consentire il transito su linee ammettenti un modesto carico per sala.
La configurazione complessiva della macchina riprendeva quella delle E.552 e di altri progetti sviluppati dal Kandó: un lungo avancorpo contenente al centro i motori di trazione coi loro ausiliari, a un'estremità il reostato e all'altra la cabina di manovra. Tale disposizione, vantaggiosa per l'accessibilità alle apparecchiature e per la riduzione dei rischi d'infortunio per i macchinisti in caso di esplosione del reostato (avvenuta più volte su macchine di vari gruppi, con conseguenze anche mortali), aveva come contropartita il disagio nel caso d'interventi in caso di guasti quando le condizioni atmosferiche erano avverse.

### Parte elettrica
La parte elettrica delle E.333 riprendeva, sostanzialmente, quella delle locomotive FS E.552. Uniche differenze notevoli erano la presenza di 2 motoventilatori dei motori di trazione e un minor numero (13) di elettrodi del reostato a causa della tensione più elevata.
I due motori di trazione sarebbero stati identici a quelli delle E.552, con una potenza di 800 kW a 75 km/h per ciascuno. Gli statori sarebbero stati avvolti secondo un brevetto del Kandó e i rotori secondo un brevetto del suo connazionale e collega della Ganz ingegner Ottó Titusz Bláthy. Come per tutte le locomotive progettate dal Kandó la regolazione dell'avviamento e delle transizioni da una velocità all'altra si sarebbe fondata su un reostato a liquido (soluzione di soda) controllato automaticamente.
Erano previsti due collegamenti in cascata per le velocità di 25 e 37,5 km/h (rispettivamente con 12+12 e 8+8 poli) e due in parallelo per quelle di 50 e 75 km/h (rispettivamente con 12 e 8 poli). Le correnti indotte erano trifasi nel collegamento a 8 poli e bifasi in quello a 8 poli.

## Modifiche

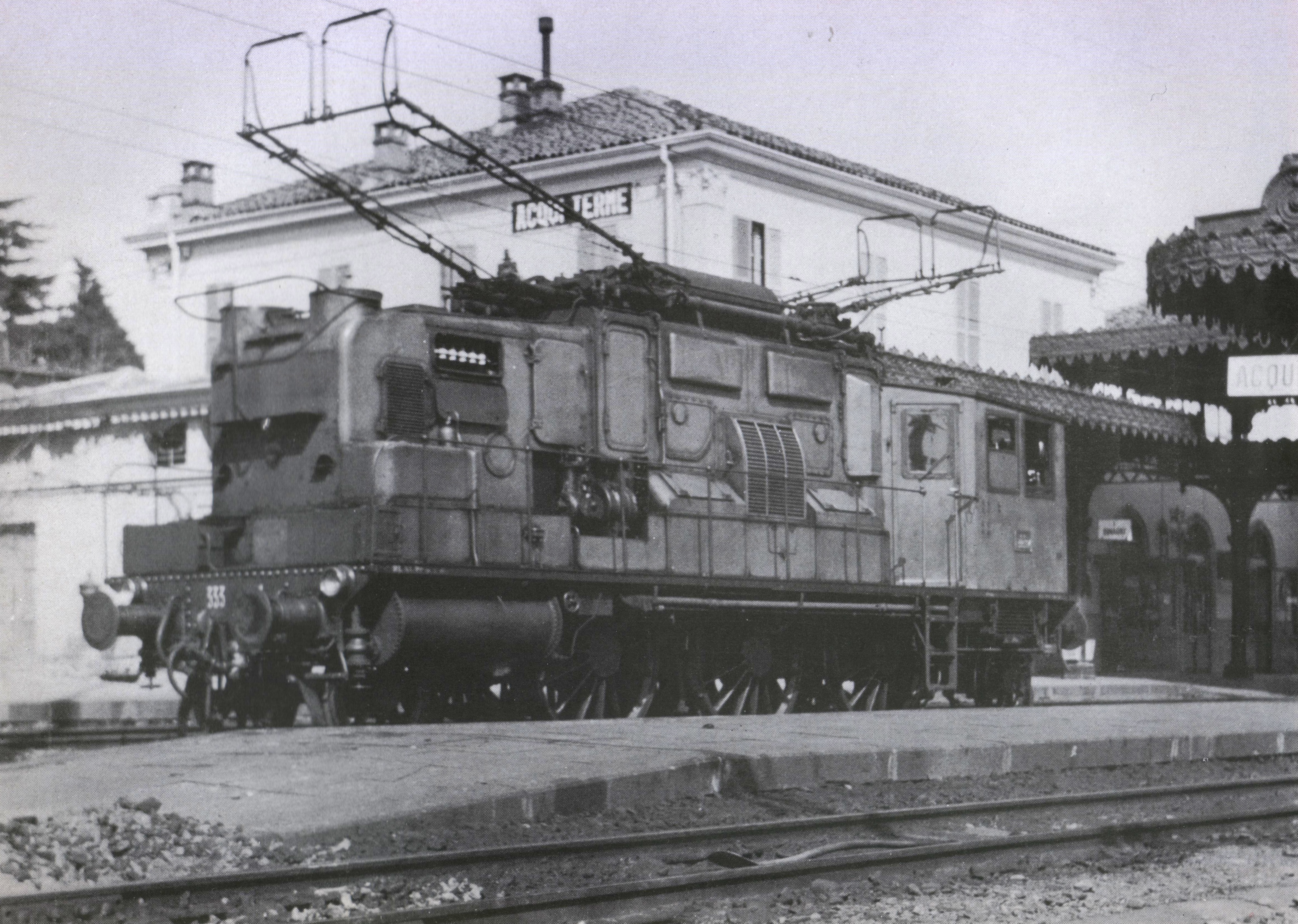
La locomotiva E.333.004 nella stazione di Acqui Terme verso il 1950.

Avendo in comune con le E.552 la parte elettrica, le E.333 riprodussero il loro maggior difetto: l'insufficiente forza di trazione allo spunto e nelle due prime caratteristiche di funzionamento, corrispondenti alle velocità di 25 e 37,5 km/h. In particolare nella prima caratteristica la forza era di 96,8 kN, e crollava nella seconda a 69,3 kN. Pertanto l'Ufficio Studi Locomotive del Servizio Materiale e Trazione delle FS, diretto dall'ingegner Giuseppe Bianchi, propose al fornitore di eliminare la seconda caratteristica e di modificare i motori e il reostato. In particolare il Bianchi, nel 1926, studiò dei motori di ricambio che permettessero di erogare una forza di trazione massima di 176 kN a 25 km/h. Essi, ulteriormente modificati grazie a osservazioni del Kandó, furono poi posti in opera su tutte le locomotive.
In conseguenza di tali modifiche le caratteristiche di funzionamento furono ridotte a tre corrispondenti alle velocità di 25, 50 e 75 km/h e le buone prestazioni erogate specialmente alle due velocità più alte fecero recedere dall'idea di modificare radicalmente o demolire tutto il gruppo: il fatto che, nel 1930, un'unità continuasse a essere assegnata al deposito di Firenze mentre tutte le altre erano ad Alessandria, Genova (Terralba) e Lecco dimostra che il Servizio Materiale e Trazione FS stava ancora sottoponendola a prove.
Il reostato progettato dal Kandó presentava una regolazione pneumatica del livello della soluzione. Successivamente i tecnici delle FS studiarono un nuovo reostato che permetteva una sua regolazione esclusivamente meccanica, e che, dopo le prime applicazioni sulle E.333, costituì la base per lo studio della versione definitiva che fu impiegata nei gruppi E.432 ed E.554 progettati integralmente dalle FS.
Le macchine vennero consegnate con una caldaia elettrica per la generazione del vapore con cui alimentare l'impianto di riscaldamento delle vetture. Essa dette risultati insoddisfacenti e fu tolta d'opera dopo poco tempo.Nella seconda metà degli anni Trenta trentotto E.333 furono dotate della nuova caldaia studiata e sperimentata dalle FS nel 1924 e applicata, con modifiche successive, a 184 locomotive di vari gruppi.
Nel 1933-1934 quattro E.333 dei depositi di Bolzano e di Lecco furono dotate del dispositivo vigilante (uomo morto) progettato e costruito dalla Breda per la condotta con agente unico. Esso, applicato anche a dieci E.550, costituì la premessa per l'applicazione di analoghi dispositivi studiati dall'ingegner Gino Minucciani. Fu poi integrato da un dispositivo per la regolazione automatica della caldaia per il riscaldamento del treno. Il dispositivo vigilante fu tolto d'opera verso il 1945, volendosi ripristinare la condotta con due agenti di macchina anche a causa di pressioni sindacali generate dalla situazione occupazionale postbellica.
Dopo la sperimentazione eseguita nel 1958-1959 su alcune E.554, nel 1960 le E.333.025 e 033 vennero dotate dei dispositivi per il comando multiplo del “tipo Genova”. Esso però venne utilizzato in poche occasioni.
Modifiche minori furono quelle dell'impianto d'illuminazione e di altre apparecchiature, in qualche caso con conseguenze sull'aspetto esteriore delle macchine (modifiche degli sportelli d'ispezione, spostamento dei fanali e altre).
Da segnalare anche la sperimentazione, eseguita nel 1927 sull'E.333.006, di due nuovi organi di presa di corrente a pantografo in sostituzione dei trolley tipo Brown Boveri originali. Tolti d'opera dopo poco tempo, essi ispirarono gli organi di presa che equipaggiarono i gruppi E.432, E.470 ed E.472.

## Esercizio
Le E.333 furono consegnate fra il settembre 1923 e il dicembre 1924 e, superate le difficoltà iniziali, si dimostrarono macchine “notevolmente efficienti”. Dapprima furono assegnate ai depositi di Alessandria, Genova (Terralba) e Lecco.
Statistiche della seconda metà degli anni trenta confermano la raggiunta affidabilità del gruppo (per esempio l'E.333.010 di Lecco nel 1937-1938 totalizzò una media di 5.609 km di percorrenza al mese e di 170.223 km tra due grandi riparazioni).
Nell'esercizio 1963-1964 l'intervallo fra due grandi riparazioni fu, per tutto il gruppo, di 224.545 km.

### Servizi
Nel 1927 furono assegnate al deposito di Firenze per far servizio sulla Porrettana, e tra l'altro trainarono i primi rapidi Roma–Milano (e viceversa) e quasi tutti i treni tra Firenze e Pistoia, con una prestazione di 440 t a 75 km/h. Dal marzo 1934 alcune di esse (alla fine 13) vennero trasferite al deposito di Bolzano per il servizio sulle linee Bolzano–Trento, Bolzano–Merano e Bolzano–Brennero. In quei servizi poterono trainare a 75 km/h treni di 480 t (ossia di una decina di vetture a carrelli).
Dal 1931, grazie all'elettrificazione della linea Savona–Ventimiglia, vennero impiegate estensivamente sulla linea litoranea ligure, trainando anche treni prestigiosi composti con vetture della CIWL come il Milano–Cannes con sezione da Berlino e il Cannes–Sanremo. Impegnativi anche i servizi sulla linea del Brennero, tra i quali i diretti periodici da Merano per Vienna, Monaco e Berlino, o il Bolzano–Merano con carrozze in prosecuzione per Rotterdam.
Nel 1943 l'E.333.023 di Bolzano fu distrutta da un bombardamento. Nello stesso periodo si decise di allontanare da quel deposito molte locomotive (anche dei gruppi E.432 ed E.554), costituendo un centro sussidiario di trazione a Bronzolo.
Nel 1950 fu radiata e demolita l'E.333.015, che nel 1949 era sviata per una frana in località Malpasso sulla Genova–Ventimiglia.
Le trasformazioni delle linee del Brennero, liguri e piemontesi dal sistema a corrente alternata trifase a quello a corrente continua e la decisione di mantenere in servizio solo i gruppi E.431, E.432 ed E.554 implicarono una costante riduzione del numero di unità in servizio. Le E.333, ridottesi nel 1968 a sole 7 unità in turno, cessarono i servizi entro quell'anno, venendo accantonate per la demolizione a Savona (Fornaci) e Verona (Santa Lucia).

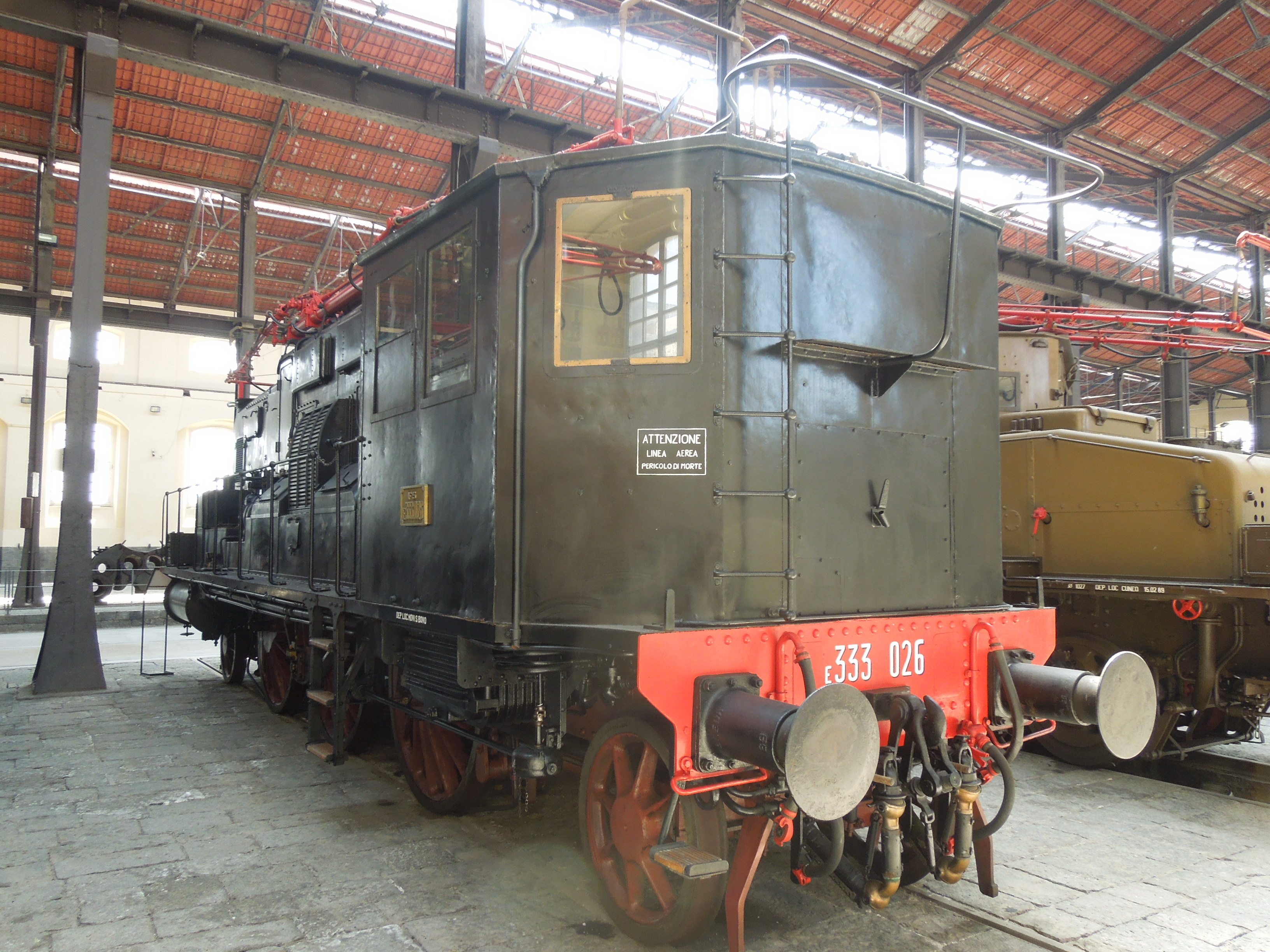
Locomotiva FS E.333.026 restaurata ed esposta al Museo nazionale ferroviario di Pietrarsa

### Depositi
Assegnazioni nel 1923-1924: Alessandria, Lecco e Genova (Terralba).
Secondo Neri Baldi alla data del 30 giugno 1927 8 unità erano assegnate al nuovo deposito di Firenze Santa Maria Novella (Romito). Diventarono 11 alla data del 30 giugno 1928 e 4 a quella del 1º gennaio 1930.
Assegnazioni nel 1930: Alessandria (11), Firenze (1), Genova (Terralba) (13), Lecco (15).
Nel 1934, in conseguenza dell'elettrificazione, il deposito di Bolzano ricevette 11 macchine.
Assegnazioni nel 1953: Alessandria (21), Savona (Fornaci) (17).

## Conservazione museale
La locomotiva E.333.026, rimasta a lungo accantonata nel deposito di Novi Ligure (San Bovo) e radiata dal parco FS nel settembre 1992 è stata restaurata ripristinando lo schema di verniciatura originario (nero e rosso) ed è esposta nel Museo nazionale ferroviario di Pietrarsa.

### Fonti a stampa
- Ministero delle Comunicazioni. Ferrovie dello Stato. Servizio Materiale e Trazione. Scuole allievi macchinisti trazione elettrica, Descrizione delle locomotive elettriche trifasi. Vol. II, parte III. Locomotive gr. E.552 ed E.333, Firenze, Ferrovie dello Stato, 1927.
- Ministero delle Comunicazioni. Ferrovie dello Stato. Servizio Materiale e Trazione. Scuole allievi macchinisti trazione elettrica, Descrizione delle locomotive elettriche trifasi. Vol. III, parte II. Locomotive gr. E.552, E.333 ed E.331, Firenze, Ferrovie dello Stato, 1936.
- Pietro Verole, La grande trazione elettrica, Milano, Hoepli, 1926.

### Storiografia e complementi
- Amici del trifase [testi: José Banaudo, Michel Braun], A vent'anni dal trifase, Pinerolo, Alzani, 1996, pp. 32-33, 45-46, 64-66.
- Neri Baldi, 70 anni a Firenze Romito, in I treni, vol. 18, n. 184, 1997,  pp. 14-21.
- Giovanni Cornolò, Locomotive elettriche FS, 2ª ed., Parma, Ermanno Albertelli, 1994,  pp. 135-141, ISBN 88-85909-97-3.
- Giovanni Cornolò e Martin Gut, Ferrovie trifasi nel mondo. 1895-2000, Parma, Ermanno Albertelli, 1999,  pp. 324-332, ISBN 88-87372-10-1.
- Giovanni Cornolò e Claudio Pedrazzini, Locomotive elettriche FS, Parma, Ermanno Albertelli, 1983,  pp. 110-115.
- Mario Loria, Storia della trazione elettrica ferroviaria in Italia, tomo 1, Firenze, Giunti-Barbèra, 1971,  pp. 242–244 e Atlante delle tavole, tavv. XXI a, XXI b, XXI c, XXI d, XXII a.
- Erminio Mascherpa, Breve storia dell'E.333, in Italmodel Ferrovie, vol. 28, n. 212, 1978,  p. 142.
- Erminio Mascherpa, Ripetizione segnali e vigilanti, in I treni oggi, vol. 13, n. 122, 1992.
- Erminio Mascherpa, Locomotive trifasi a comando multiplo, Salò, Editrice trasporti su Rotaie, 1983, ISBN 88-85068-21-9.
- Erminio Mascherpa, E.471 locomotive di sogno, Rovereto, Nicolodi, 2005, ISBN 88-8447-199-0.
- Nico Molino, Ricordo delle E.333, in Mondo ferroviario, 24 (2009), n. 272, pp. 26-33.
- Nico Molino, Ricordo delle E.333, in Mondo ferroviario, 25 (2010), n. 273, pp. 30-35.
- Claudio Pedrazzini, Storia dell'elettrificazione e dei locomotori trifasi F.S., Brescia, Club Fermodellistico Bresciano, 2017, pp. 242-264, ISBN 978-88-942040-7-0.
- Andrea Rovaran, E 333. Omaggio al trifase, in Tutto treno, vol. 21, n. 225, 2008,  pp. 16-21.
- Andrea Rovaran, E 333. Omaggio al trifase, in Tutto treno, vol. 22, n. 226, 2009,  pp. 16-21.